# رابرت فرانک بورکنشتاین
رابرت فرانک بورکنشتاین (انگلیسی: Robert Frank Borkenstein; ۳۱ اوت ۱۹۱۲ – ۱۰ اوت ۲۰۰۲) یک افسر پلیس، دانشمند و مخترع دستگاه الکل‌سنجی تنفسی اهل آمریکا بود.
بورکنشتاین کارهای اولیهٔ زیادی بر روی پلی‌گراف انجام داد.